# Danh sách tiểu hành tinh: 5401–5500
| Tên                | Tên đầu tiên | Ngày phát hiện       | Nơi phát hiện           | Người phát hiện                                        |
| ------------------ | ------------ | -------------------- | ----------------------- | ------------------------------------------------------ |
| 5401 Minamioda     | 1989 EV      | 6 tháng 3 năm 1989   | Minami-Oda              | T. Nomura, K. Kawanishi                                |
| 5402 Kejosmith     | 1989 UK2     | 27 tháng 10 năm 1989 | Palomar                 | E. F. Helin                                            |
| 5403 Takachiho     | 1990 DM      | 20 tháng 2 năm 1990  | Yatsugatake             | Y. Kushida, M. Inoue                                   |
| 5404 Uemura        | 1991 EE1     | 15 tháng 3 năm 1991  | Kitami                  | K. Endate, K. Watanabe                                 |
| 5405 Neverland     | 1991 GY      | 11 tháng 4 năm 1991  | Yatsugatake             | Y. Kushida, O. Muramatsu                               |
| 5406 Jonjoseph     | 1991 PH11    | 9 tháng 8 năm 1991   | Palomar                 | H. E. Holt                                             |
| 5407               | 1992 AX      | 4 tháng 1 năm 1992   | Kushiro                 | S. Ueda, H. Kaneda                                     |
| 5408 Thé           | 1232 T-1     | 25 tháng 3 năm 1971  | Palomar                 | C. J. van Houten, I. van Houten-Groeneveld, T. Gehrels |
| 5409 Saale         | 1962 SR      | 30 tháng 9 năm 1962  | Tautenburg Observatory  | F. Börngen                                             |
| 5410 Spivakov      | 1967 DA      | 16 tháng 2 năm 1967  | Nauchnij                | T. M. Smirnova                                         |
| 5411 Liia          | 1973 AT3     | 2 tháng 1 năm 1973   | Nauchnij                | N. S. Chernykh                                         |
| 5412 Rou           | 1973 SR3     | 25 tháng 9 năm 1973  | Nauchnij                | L. V. Zhuravleva                                       |
| 5413 Smyslov       | 1977 EC2     | 13 tháng 3 năm 1977  | Nauchnij                | N. S. Chernykh                                         |
| 5414 Sokolov       | 1977 RW6     | 11 tháng 9 năm 1977  | Nauchnij                | N. S. Chernykh                                         |
| 5415 Lyanzuridi    | 1978 TB2     | 3 tháng 10 năm 1978  | Nauchnij                | N. S. Chernykh                                         |
| 5416 Estremadoyro  | 1978 VE5     | 7 tháng 11 năm 1978  | Palomar                 | E. F. Helin, S. J. Bus                                 |
| 5417 Solovaya      | 1981 QT      | 24 tháng 8 năm 1981  | Kleť                    | L. Brožek                                              |
| 5418 Joyce         | 1981 QG1     | 29 tháng 8 năm 1981  | Kleť                    | A. Mrkos                                               |
| 5419 Benua         | 1981 SW7     | 29 tháng 9 năm 1981  | Nauchnij                | L. V. Zhuravleva                                       |
| 5420 Jancis        | 1982 JR1     | 15 tháng 5 năm 1982  | Palomar                 | E. F. Helin, E. M. Shoemaker, P. D. Wilder             |
| 5421 Ulanova       | 1982 TD2     | 14 tháng 10 năm 1982 | Nauchnij                | L. V. Zhuravleva, L. G. Karachkina                     |
| 5422 Hodgkin       | 1982 YL1     | 23 tháng 12 năm 1982 | Nauchnij                | L. G. Karachkina                                       |
| 5423               | 1983 DC      | 16 tháng 2 năm 1983  | Kleť                    | Z. Vávrová                                             |
| 5424 Covington     | 1983 TN1     | 12 tháng 10 năm 1983 | Anderson Mesa           | E. Bowell                                              |
| 5425 Vojtěch       | 1984 SA1     | 20 tháng 9 năm 1984  | Kleť                    | A. Mrkos                                               |
| 5426 Sharp         | 1985 DD      | 16 tháng 2 năm 1985  | Palomar                 | C. S. Shoemaker                                        |
| 5427 Jensmartin    | 1986 JQ      | 13 tháng 5 năm 1986  | Đài thiên văn Brorfelde | Copenhagen Observatory                                 |
| 5428               | 1987 RA1     | 13 tháng 9 năm 1987  | La Silla                | H. Debehogne                                           |
| 5429               | 1988 BZ1     | 25 tháng 1 năm 1988  | Kushiro                 | S. Ueda, H. Kaneda                                     |
| 5430 Luu           | 1988 JA1     | 12 tháng 5 năm 1988  | Palomar                 | C. S. Shoemaker, E. M. Shoemaker                       |
| 5431 Maxinehelin   | 1988 MB      | 19 tháng 6 năm 1988  | Palomar                 | E. F. Helin                                            |
| 5432 Imakiire      | 1988 VN      | 3 tháng 11 năm 1988  | Chiyoda                 | T. Kojima                                              |
| 5433 Kairen        | 1988 VZ2     | 10 tháng 11 năm 1988 | Chiyoda                 | T. Kojima                                              |
| 5434               | 1989 ES      | 6 tháng 3 năm 1989   | Palomar                 | E. F. Helin                                            |
| 5435 Kameoka       | 1990 BS1     | 21 tháng 1 năm 1990  | Dynic                   | A. Sugie                                               |
| 5436 Eumelos       | 1990 DK      | 20 tháng 2 năm 1990  | Palomar                 | C. S. Shoemaker, E. M. Shoemaker                       |
| 5437               | 1990 DU3     | 26 tháng 2 năm 1990  | La Silla                | H. Debehogne                                           |
| 5438 Lorre         | 1990 QJ      | 18 tháng 8 năm 1990  | Palomar                 | E. F. Helin                                            |
| 5439 Couturier     | 1990 RW      | 14 tháng 9 năm 1990  | Palomar                 | H. E. Holt                                             |
| 5440 Terao         | 1991 HD      | 16 tháng 4 năm 1991  | Dynic                   | A. Sugie                                               |
| 5441               | 1991 JZ1     | 8 tháng 5 năm 1991   | Siding Spring           | R. H. McNaught                                         |
| 5442 Drossart      | 1991 NH1     | 12 tháng 7 năm 1991  | Palomar                 | H. E. Holt                                             |
| 5443 Encrenaz      | 1991 NX1     | 14 tháng 7 năm 1991  | Palomar                 | H. E. Holt                                             |
| 5444 Gautier       | 1991 PM8     | 5 tháng 8 năm 1991   | Palomar                 | H. E. Holt                                             |
| 5445 Williwaw      | 1991 PA12    | 7 tháng 8 năm 1991   | Palomar                 | H. E. Holt                                             |
| 5446 Heyler        | 1991 PB13    | 5 tháng 8 năm 1991   | Palomar                 | H. E. Holt                                             |
| 5447 Lallement     | 1991 PO14    | 6 tháng 8 năm 1991   | Palomar                 | H. E. Holt                                             |
| 5448 Siebold       | 1992 SP      | 16 tháng 9 năm 1992  | Dynic                   | A. Sugie                                               |
| 5449               | 1992 US5     | 28 tháng 10 năm 1992 | Kushiro                 | S. Ueda, H. Kaneda                                     |
| 5450 Sokrates      | 2780 P-L     | 24 tháng 9 năm 1960  | Palomar                 | C. J. van Houten, I. van Houten-Groeneveld, T. Gehrels |
| 5451 Plato         | 4598 P-L     | 24 tháng 9 năm 1960  | Palomar                 | C. J. van Houten, I. van Houten-Groeneveld, T. Gehrels |
| 5452               | 1937 NN      | 5 tháng 7 năm 1937   | Johannesburg            | C. Jackson                                             |
| 5453 Zakharchenya  | 1975 VS5     | 3 tháng 11 năm 1975  | Nauchnij                | T. M. Smirnova                                         |
| 5454 Kojiki        | 1977 EW5     | 12 tháng 3 năm 1977  | Kiso                    | H. Kosai, K. Hurukawa                                  |
| 5455 Surkov        | 1978 RV5     | 13 tháng 9 năm 1978  | Nauchnij                | N. S. Chernykh                                         |
| 5456 Merman        | 1979 HH3     | 25 tháng 4 năm 1979  | Nauchnij                | N. S. Chernykh                                         |
| 5457 Queen's       | 1980 TW5     | 9 tháng 10 năm 1980  | Palomar                 | C. S. Shoemaker                                        |
| 5458 Aizman        | 1980 TB12    | 10 tháng 10 năm 1980 | Nauchnij                | N. S. Chernykh                                         |
| 5459 Saraburger    | 1981 QP3     | 26 tháng 8 năm 1981  | La Silla                | H. Debehogne                                           |
| 5460 Tsénaatʼaʼí   | 1983 AW      | 12 tháng 1 năm 1983  | Anderson Mesa           | B. A. Skiff                                            |
| 5461 Autumn        | 1983 HB1     | 18 tháng 4 năm 1983  | Anderson Mesa           | N. G. Thomas                                           |
| 5462               | 1984 SX5     | 21 tháng 9 năm 1984  | La Silla                | H. Debehogne                                           |
| 5463 Danwelcher    | 1985 TO      | 15 tháng 10 năm 1985 | Anderson Mesa           | E. Bowell                                              |
| 5464 Weller        | 1985 VC1     | 7 tháng 11 năm 1985  | Anderson Mesa           | E. Bowell                                              |
| 5465 Chumakov      | 1986 RF13    | 9 tháng 9 năm 1986   | Nauchnij                | L. G. Karachkina                                       |
| 5466 Makibi        | 1986 WP8     | 30 tháng 11 năm 1986 | Kiso                    | H. Kosai, K. Hurukawa                                  |
| 5467               | 1988 AG      | 11 tháng 1 năm 1988  | Okutama                 | T. Hioki, N. Kawasato                                  |
| 5468 Hamatonbetsu  | 1988 BK      | 16 tháng 1 năm 1988  | Kagoshima               | M. Mukai, M. Takeishi                                  |
| 5469               | 1988 BK4     | 21 tháng 1 năm 1988  | La Silla                | H. Debehogne                                           |
| 5470 Kurtlindstrom | 1988 BK5     | 28 tháng 1 năm 1988  | Siding Spring           | R. H. McNaught                                         |
| 5471 Tunguska      | 1988 PK1     | 13 tháng 8 năm 1988  | Haute Provence          | E. W. Elst                                             |
| 5472               | 1988 RR      | 13 tháng 9 năm 1988  | Kushiro                 | S. Ueda, H. Kaneda                                     |
| 5473 Yamanashi     | 1988 VR      | 5 tháng 11 năm 1988  | Yatsugatake             | Y. Kushida, O. Muramatsu                               |
| 5474 Gingasen      | 1988 XE1     | 3 tháng 12 năm 1988  | Kitami                  | T. Fujii, K. Watanabe                                  |
| 5475 Hanskennedy   | 1989 QO      | 26 tháng 8 năm 1989  | Siding Spring           | R. H. McNaught                                         |
| 5476               | 1989 TO11    | 2 tháng 10 năm 1989  | Cerro Tololo            | S. J. Bus                                              |
| 5477               | 1989 UH2     | 27 tháng 10 năm 1989 | Palomar                 | E. F. Helin                                            |
| 5478 Wartburg      | 1989 UE4     | 23 tháng 10 năm 1989 | Tautenburg Observatory  | F. Börngen                                             |
| 5479 Grahamryder   | 1989 UT5     | 30 tháng 10 năm 1989 | Cerro Tololo            | S. J. Bus                                              |
| 5480               | 1989 YK8     | 23 tháng 12 năm 1989 | Kushiro                 | S. Ueda, H. Kaneda                                     |
| 5481 Kiuchi        | 1990 CH      | 15 tháng 2 năm 1990  | Kitami                  | K. Endate, K. Watanabe                                 |
| 5482               | 1990 DX      | 27 tháng 2 năm 1990  | Toyota                  | K. Suzuki, T. Urata                                    |
| 5483 Cherkashin    | 1990 UQ11    | 17 tháng 10 năm 1990 | Nauchnij                | L. I. Chernykh                                         |
| 5484 Inoda         | 1990 VH1     | 7 tháng 11 năm 1990  | Oohira                  | T. Urata                                               |
| 5485 Kaula         | 1991 RQ21    | 11 tháng 9 năm 1991  | Palomar                 | H. E. Holt                                             |
| 5486               | 1991 UT2     | 31 tháng 10 năm 1991 | Kushiro                 | S. Ueda, H. Kaneda                                     |
| 5487               | 1991 UM4     | 18 tháng 10 năm 1991 | Kushiro                 | S. Ueda, H. Kaneda                                     |
| 5488 Kiyosato      | 1991 VK5     | 13 tháng 11 năm 1991 | Kiyosato                | S. Otomo                                               |
| 5489 Oberkochen    | 1993 BF2     | 17 tháng 1 năm 1993  | Yatsugatake             | Y. Kushida, O. Muramatsu                               |
| 5490 Burbidge      | 2019 P-L     | 24 tháng 9 năm 1960  | Palomar                 | C. J. van Houten, I. van Houten-Groeneveld, T. Gehrels |
| 5491 Kaulbach      | 3128 T-1     | 26 tháng 3 năm 1971  | Palomar                 | C. J. van Houten, I. van Houten-Groeneveld, T. Gehrels |
| 5492 Thoma         | 3227 T-1     | 26 tháng 3 năm 1971  | Palomar                 | C. J. van Houten, I. van Houten-Groeneveld, T. Gehrels |
| 5493 Spitzweg      | 1617 T-2     | 24 tháng 9 năm 1973  | Palomar                 | C. J. van Houten, I. van Houten-Groeneveld, T. Gehrels |
| 5494 Johanmohr     | 1933 UM1     | 19 tháng 10 năm 1933 | Heidelberg              | K. Reinmuth                                            |
| 5495 Rumyantsev    | 1972 RY3     | 6 tháng 9 năm 1972   | Nauchnij                | L. V. Zhuravleva                                       |
| 5496               | 1973 NA      | 4 tháng 7 năm 1973   | Palomar                 | E. F. Helin                                            |
| 5497 Sararussell   | 1975 SS      | 30 tháng 9 năm 1975  | Palomar                 | S. J. Bus                                              |
| 5498 Gustafsson    | 1980 FT3     | 16 tháng 3 năm 1980  | La Silla                | C.-I. Lagerkvist                                       |
| 5499               | 1981 SU2     | 29 tháng 9 năm 1981  | Haute Provence          | Haute Provence                                         |
| 5500 Twilley       | 1981 WR      | 24 tháng 11 năm 1981 | Anderson Mesa           | E. Bowell                                              |